# ISO 216
ISO 216 (некадашњи ISO 476) је  стандард за формате папира који се најчешће употребљавају у свету, осим у Канади, Сједињеним Државама, Мексику, Колумбији и Доминиканској Републици. Стандард прописује дужину и ширину папира за A и B серије величина папира, укључујући A4, најчешће доступну величину папира у свету. Два додатна стандарда, ISO 217 и ISO 269, прописују одговарајуће величине папира; серија ISO 269 C се обично наводи заједно са A и B величинама.
Све величине папира ISO 216,  и  (осим одређених омотница) имају исти однос ширине и висине, √2: 1, са заокруживањем у милиметарима. Овај однос има особину да, када се пресавије или исече на пола, задржава исти однос ширине и висине. Свака величина ИСО формата папира представља половину следећег формата по величини у истој серији.

## Историја
ISO 216 и сродни стандарди су први пут објављени између 1975. и 1995. године:
- : 2007, дефинише  и  серију формата папира
- : 1985, дефинише C серију формата за коверте
- : 2013, дефинише  и  серију сирових („необрезаних”) формата папира

## Димензије A, B и C серије
| Величина | серија формата | серија формата | серија формата | серија формата | серија формата | серија формата |
| Величина | мм             | инчи           | мм             | инчи           | мм             | инчи           |
| -------- | -------------- | -------------- | -------------- | -------------- | -------------- | -------------- |
| 0        | 0841 × 1189    | 33.1 × 46.8    | 1000 × 1414    | 39.4 × 55.7    | 0917 × 1297    | 36.1 × 51.1    |
| 1        | 594 × 841      | 23.4 × 33.1    | 0707 × 1000    | 27.8 × 39.4    | 648 × 917      | 25.5 × 36.1    |
| 2        | 420 × 594      | 16.5 × 23.4    | 500 × 707      | 19.7 × 27.8    | 458 × 648      | 18.0 × 25.5    |
| 3        | 297 × 420      | 11.7 × 16.5    | 353 × 500      | 13.9 × 19.7    | 324 × 458      | 12.8 × 18.0    |
| 4        | 210 × 297      | 08.3 × 11.7    | 250 × 353      | 09.8 × 13.9    | 229 × 324      | 09.0 × 12.8    |
| 5        | 148 × 210      | 5.8 × 8.3      | 176 × 250      | 6.9 × 9.8      | 162 × 229      | 6.4 × 9.0      |
| 6        | 105 × 148      | 4.1 × 5.8      | 125 × 176      | 4.9 × 6.9      | 114 × 162      | 4.5 × 6.4      |
| 7        | 074 × 105      | 2.9 × 4.1      | 088 × 125      | 3.5 × 4.9      | 081 × 114      | 3.2 × 4.5      |
| 8        | 52 × 74        | 2.0 × 2.9      | 62 × 88        | 2.4 × 3.5      | 57 × 81        | 2.2 × 3.2      |
| 9        | 37 × 52        | 1.5 × 2.0      | 44 × 62        | 1.7 × 2.4      | 40 × 57        | 1.6 × 2.2      |
| 10       | 26 × 37        | 1.0 × 1.5      | 31 × 44        | 1.2 × 1.7      | 28 × 40        | 1.1 × 1.6      |
|          |                |                |                |                |                |                |

## серија
Формула која даје већу границу величине папира An у метрима и без заокруживања је геометријски низ:
{\displaystyle a_{n}=2^{{\frac {1}{4}}-{\frac {n}{2}}}.}
Величина папира An тако има димензију
{\displaystyle a_{n}\times a_{n+1}}
и површину(пре заокруживања)
{\displaystyle 2^{-n}~\mathrm {m} ^{2}.}
Мерење у милиметрима дуже стране  може се израчунати као
{\displaystyle l=\left\lfloor \,{\frac {1000}{\,2^{\frac {2n-1}{4}}\,}}+0.2\,\right\rfloor }
(заграде представљају функцију заокруживања на нижу вредност).
Мерење у милиметрима дуже стране  може се израчунати као
{\displaystyle l=\left\lfloor \,{\frac {1000}{\,2^{\frac {n-1}{2}}\,}}+0.2\,\right\rfloor .}
Постоји и некомпатибилна јапанска серија B коју  дефинише тако да има 1.5 пута већу површину од одговарајуће ЈИС серије (која је идентична серији ISO A). Дакле, дужине JIS B серије папира су √1.5 ≈ 1.22 пута више од папира серије A.
Мерење у милиметрима дуже стране  може се израчунати као
{\displaystyle l=\left\lfloor \,{\frac {1000}{\,2^{\frac {4n-3}{8}}\,}}+0.2\,\right\rfloor .}